# Нестерово (Верхневолзьке сільське поселення)
Нестерово (рос. Нестерово) — присілок в Калінінському районі Тверської області Російської Федерації.
Населення становить 248 осіб. Входить до складу муніципального утворення Верхнєволзьке сільське поселення.

## Історія
Від 2005 року входить до складу муніципального утворення Верхнєволзьке сільське поселення.

## Населення
| 1859 | 1886 | 1997 | 2002 | 2010 |
| ---- | ---- | ---- | ---- | ---- |
| 732  | ↗836 | ↘322 | ↘291 | ↘248 |